# 林庭幹
林 庭幹（りん ていかん、生没年不詳）は、中国・北宋期の商人。平安時代中期の日本に来航した。

## 概要
至道元年（995年、和：長徳元年）秋頃、朱仁聡ら70名余とともに若狭国に来訪したものと見られる。庭幹は朱仁聡とともに解状を作成し、若狭国を通して国解とともに朝廷に提出された。しかし朝廷はその時点で既に宋人らを隣国の越前国へ移して対応することを決めており、担当外である若狭国が解を進上することには問題があったため、越前移動指示の太政官符発給と同時に解状は若狭国へと差し戻されている。その後、林庭幹の名は見られなくなるが、朱仁聡は咸平3年（1000年、和：長保2年）頃まで越前に在国、同年までに大宰府へと移っており、やはり同僚と思われる周世昌が咸平5年（1002年、和：長保4年）が帰朝している。